# 幸手警察署
幸手警察署（さってけいさつしょ）は、埼玉県幸手市上吉羽にある、埼玉県警察が管轄する警察署である。署長は警視。

## 所在地
- 埼玉県幸手市大字上吉羽964番地

## 管轄地域
- 幸手市
- 久喜市（旧栗橋町域のみ）

## 管内の交番・駐在所

### 幸手市

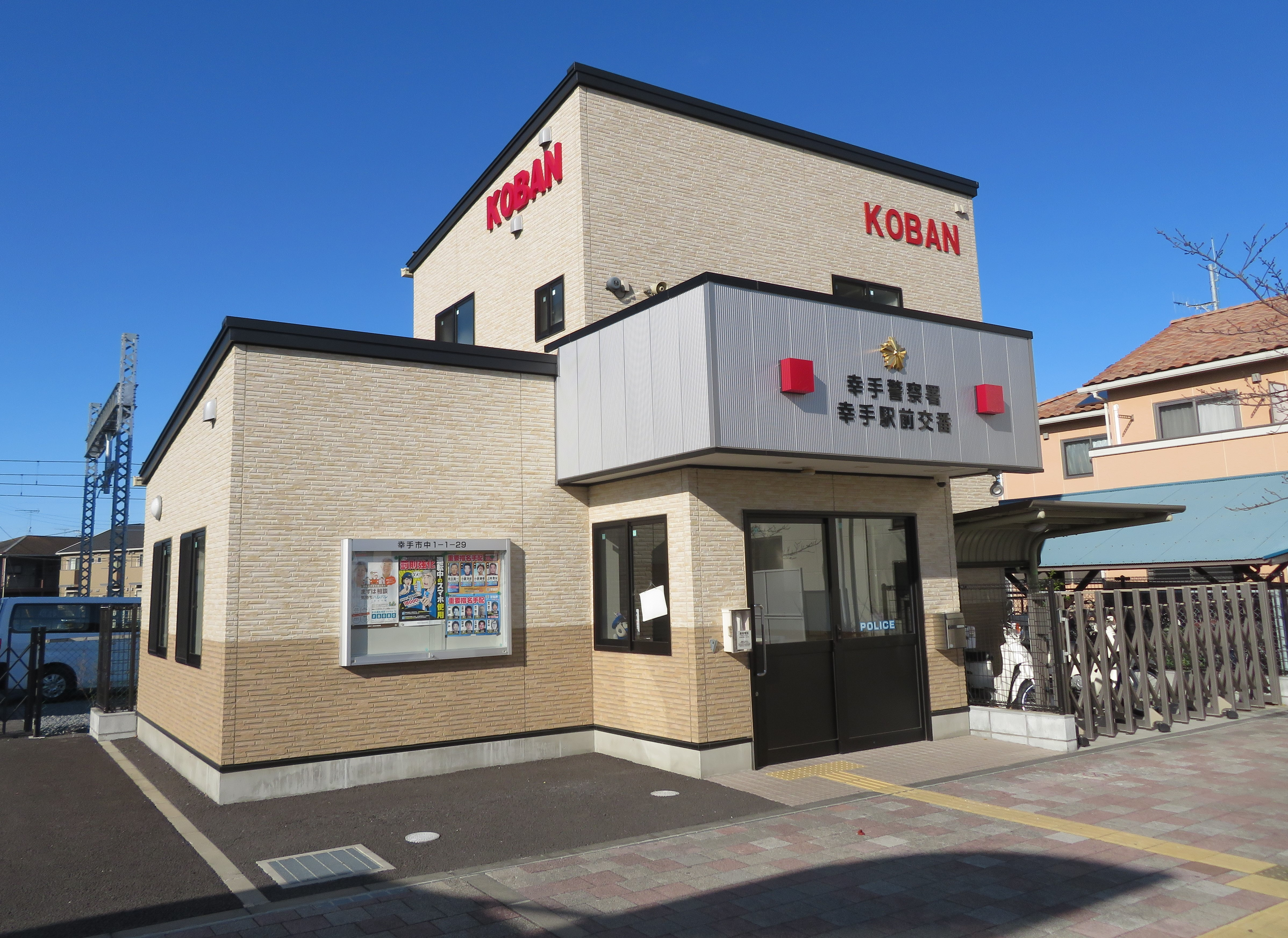
幸手駅前交番
- 幸手東交番
- 吉田駐在所
- 香日向駐在所

- 幸手駅前交番

### 久喜市

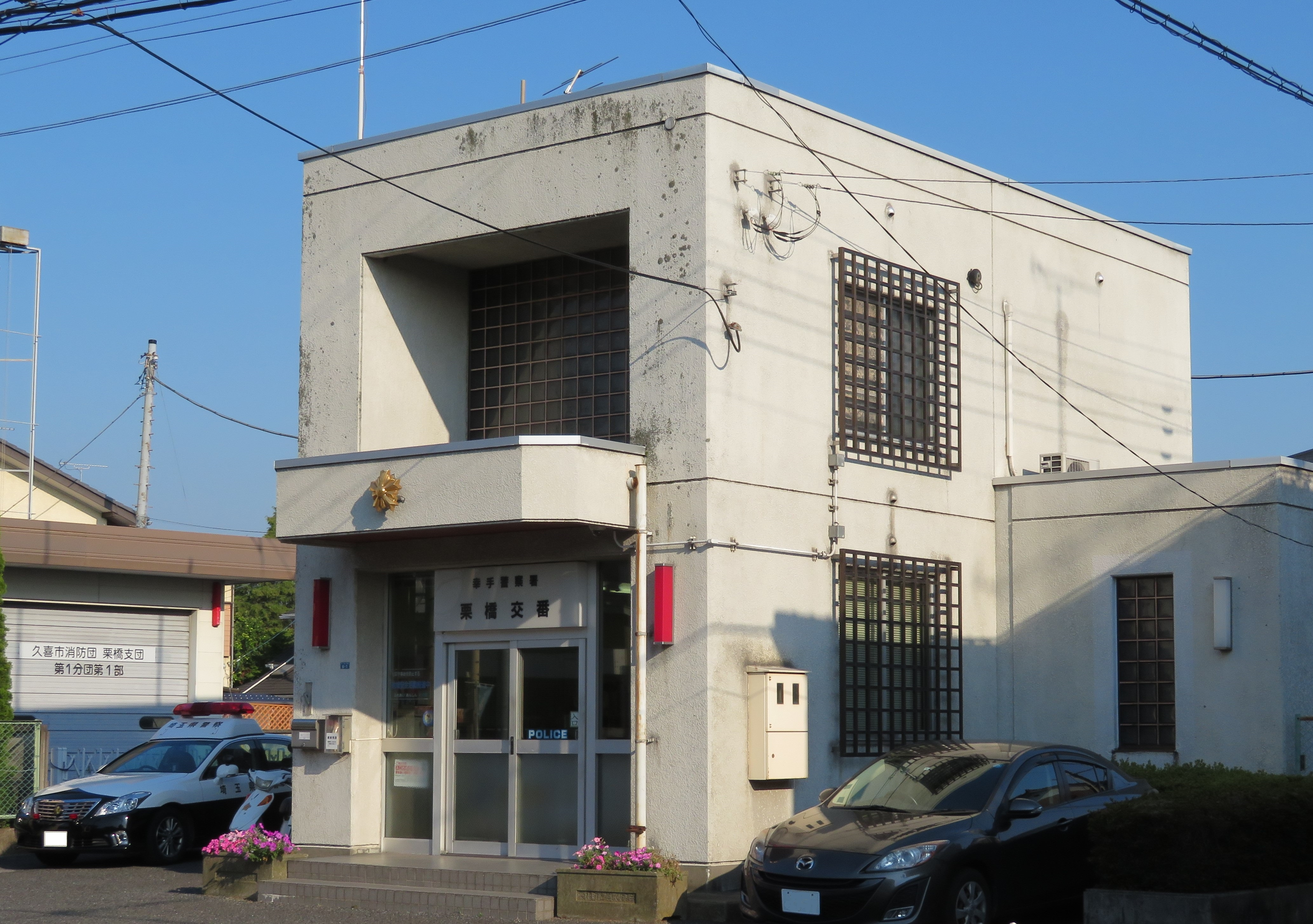
栗橋交番
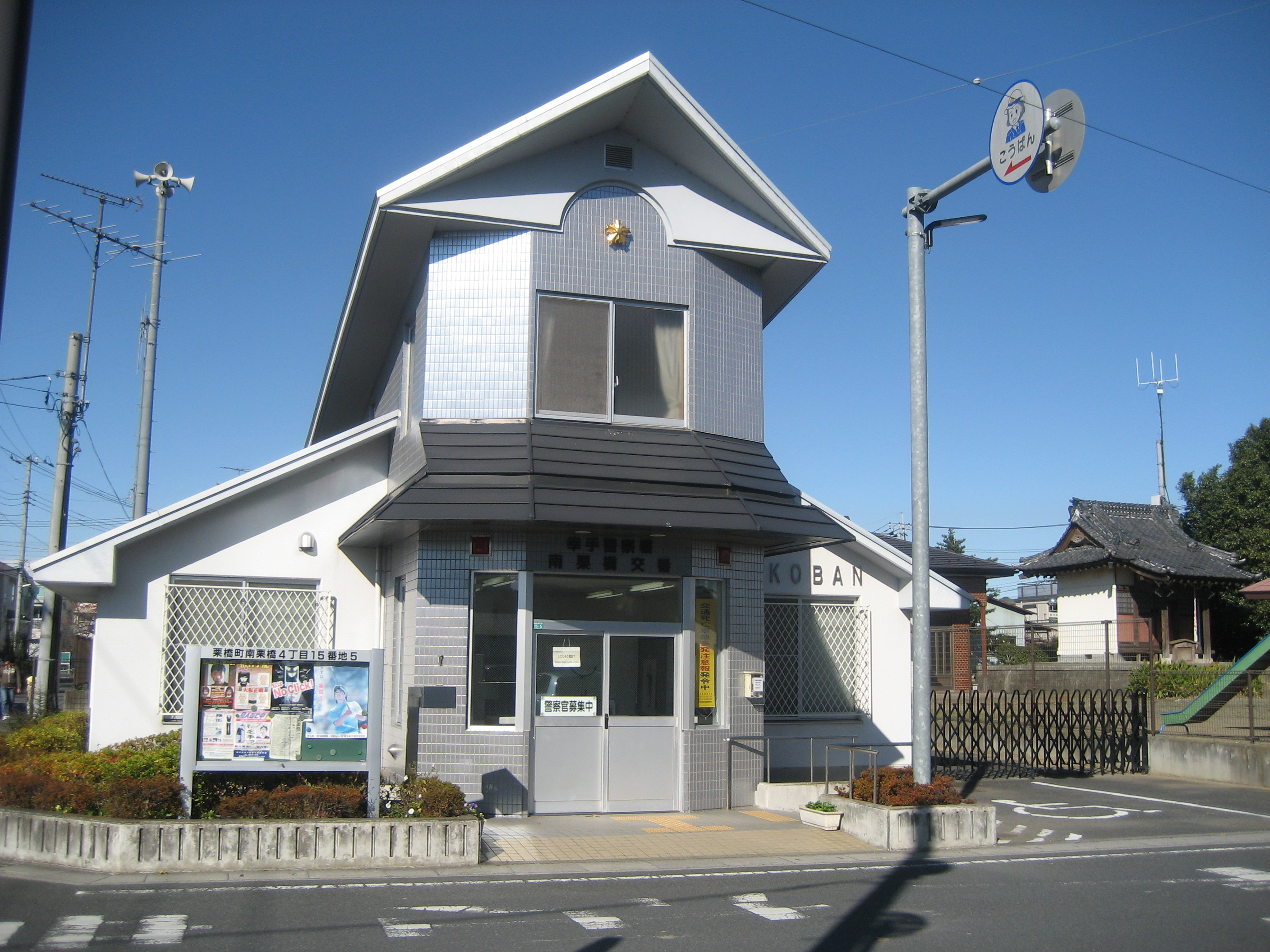
南栗橋交番

- 栗橋交番
- 南栗橋交番